# Cattivi pensieri
Cattivi pensieri é um filme italiano de 1976, dirigido por Ugo Tognazzi.

## Sinopse
O advogado Mario Marani (Ugo Tognazzi), é obrigado a voltar para casa, porque o nevoeiro fez cancelar o seu vôo. Entrando em casa, encontra a sua esposa Francesca (Edwige Fenech) meio adormecida e percebe que há alguém escondido no armário. Convencido que é um amante de Francesca, o advogado finge não perceber nada e fecha o armário.

## Elenco
- Ugo Tognazzi: Mario Marani
- Edwige Fenech: Francesca Marani
- Paolo Bonacelli: Antonio Marani
- Piero Mazzarella: portinaio
- Yanti Somer: Paola
- Mara Venier: signora Bocconi
- Laura Bonaparte: signora Retrosi
- Mircha Carven: Lorenzo Macchi
- Pietro Brambilla: Duccio
- Veruschka: amante di Mario
- Orazio Orlando: Avvocato Borderò, socio di Mario
- Massimo Serato: Carlo Bocconi
- Luc Merenda: Jean-Luc Retrosi

## Ligações Externas
Cattivi pensieri. no IMDb. 